# گمینا تژبیشوو
گمینا تژبیشوو (به لهستانی:  Gmina Trzebieszów) یک گمینا در لهستان است که در شهرستان ووکوف واقع شده‌است. گمینا تژبیشوو ۱۴۰٫۴۵ کیلومتر مربع مساحت و ۷٬۶۰۱ نفر جمعیت دارد.